# Anima (animation)
Pour les articles homonymes, voir Anima (homonymie).
"Anima" et "Nauiljon" sont des collections commercialisées par une société française éditrice d'animation japonaise.
Elles sont éditées en coffrets DVD distribué par Aventi Distribution jusqu'en 2012,
La société Aventi Distribution a été mise en liquidation judiciaire le 29 juillet 2014.

## Titres diffusés
- Bokusatsu tenshi Dokuro-chan
- Boys be...
- Dai-Maho Toge
- Dual! Parallel Trouble Adventure (en)
- Higurashi no naku koro ni
- Tales of Phantasia
- Ghost Hunt
- Gestalt
- Gōshō Aoyama [Quoi ?]
- Kimi ga nozomu eien
- I, My, Me
- Harukanaru toki no naka de
- Shurato
- Night Head Genesis
- The Third - aoi hitomi no shōjo